# 南荷蘭省旗

南荷蘭省旗 (長寬比 2:3).

舊省旗

南荷蘭省旗制定於1985年10月15日，以取代之前制定於1948年6月22日的舊省旗。南荷蘭省旗底色為黃色，左側有一紅色獅子圖案。舊省旗為三條旗，最上和最下是黃色條紋，中間是紅色條紋。